# Damernas duett i konstsim vid olympiska sommarspelen 2012
Damernas duett i konstsim vid olympiska sommarspelen 2012 i London, Storbritannien, avgjordes vid Aquatics Centre mellan den 5 och 10 augusti 2012. Natalia Ishchenko och Svetlana Romashina från Ryssland vann tävlingen.

## Medaljörer
| Gren              | Guld                                          | Silver                               | Brons                     |
| Duett Detaljer... | Ryssland Natalja Isjtjenko Svetlana Romasjina | Spanien Ona Carbonell Andrea Fuentes | Kina Huang Xuechen Liu Ou |

## Kvalifikation
| Rank | Nation         | Atleter                                     | Teknik | Fri    | Totalt  |
| ---- | -------------- | ------------------------------------------- | ------ | ------ | ------- |
| 1    | Ryssland       | Natalja Isjtjenko & Svetlana Romasjina      | 98,200 | 98,600 | 196,800 |
| 2    | Kina           | Huang Xuechen & Liu Ou                      | 96,100 | 96,710 | 192,810 |
| 3    | Spanien        | Ona Carbonell & Andrea Fuentes              | 96,000 | 96,590 | 192,590 |
| 4    | Kanada         | Marie-Pier Boudreau Gagnon & Elise Marcotte | 94,500 | 94,750 | 189,250 |
| 5    | Japan          | Yukiko Inui & Chisa Kobayashi               | 93,200 | 93,200 | 186,400 |
| 6    | Ukraina        | Daria Iushko & Kseniya Sydorenko            | 92,200 | 92,140 | 184,340 |
| 7    | Italien        | Giulia Lapi & Mariangela Perrupato          | 90,700 | 90,740 | 181,440 |
| 8    | Grekland       | Evangelia Platanioti & Despoina Solomou     | 89,200 | 88,840 | 178,040 |
| 9    | Storbritannien | Olivia Allison & Jenna Randall              | 88,100 | 88,790 | 176,890 |
| 10   | Frankrike      | Sara Labrousse & Chloe Willhelm             | 87,700 | 88,340 | 176,040 |
| 11   | USA            | Mary Killman & Mariya Koroleva              | 87,900 | 88,270 | 176,170 |
| 12   | Sydkorea       | Park Hyun-Ha & Park Hyun-Sun                | 86,700 | 87,460 | 174,160 |
| 13   | Brasilien      | Nayara Figueira & Lara Teixeira             | 87,100 | 87,000 | 174,100 |
| 14   | Tjeckien       | Soňa Bernardová & Alžběta Dufková           | 85,800 | 86,040 | 171,840 |
| 15   | Kazakstan      | Anna Kulkina & Aigerim Zhexembinova         | 84,600 | 84,980 | 169,580 |
| 16   | Nordkorea      | Jang Hyang-Mi & Jong Yon-Hui                | 84,400 | 84,830 | 169,230 |
| 17   | Israel         | Anastasia Gloushkov & Inna Yoffe            | 83,400 | 83,520 | 166,920 |
| 18   | Mexiko         | Isabel Delgado & Nuria Diosdado             | 83,000 | 83,610 | 166,610 |
| 19   | Österrike      | Nadine Brandl & Livia Lang                  | 82,000 | 81,850 | 163,850 |
| 20   | Schweiz        | Pamela Fischer & Anja Nyffeler              | 81,200 | 82,120 | 163,320 |
| 21   | Ungern         | Eszter Czékus & Szofi Kiss                  | 79,400 | 79,080 | 158,480 |
| 22   | Argentina      | Etel Sanchez & Sofia Sanchez                | 78,900 | 78,410 | 157,310 |
| 23   | Australien     | Eloise Amberger & Sarah Bombell             | 77,400 | 77,480 | 154,880 |
| 24   | Egypten        | Shaza Abdelrahman & Dalia El-Gebaly         | 75,700 | 76,400 | 152,100 |

## Final
| Rank | Nation         | Atleter                                     | Teknik | Fri    | Totalt  |
| ---- | -------------- | ------------------------------------------- | ------ | ------ | ------- |
| 1    | Ryssland       | Natalja Isjtjenko & Svetlana Romasjina      | 98,200 | 98,900 | 197,100 |
| 2    | Spanien        | Ona Carbonell & Andrea Fuentes              | 96,000 | 96,900 | 192,900 |
| 3    | Kina           | Huang Xuechen & Liu Ou                      | 96,100 | 96,770 | 192,870 |
| 4    | Kanada         | Marie-Pier Boudreau Gagnon & Elise Marcotte | 94,500 | 94,620 | 189,120 |
| 5    | Japan          | Yukiko Inui & Chisa Kobayashi               | 93,200 | 93,540 | 186,740 |
| 6    | Ukraina        | Daria Iushko & Kseniya Sydorenko            | 92,200 | 92,670 | 184,870 |
| 7    | Italien        | Giulia Lapi & Mariangela Perrupato          | 90,700 | 90,720 | 181,420 |
| 8    | Grekland       | Evangelia Platanioti & Despoina Solomou     | 89,200 | 89,360 | 178,560 |
| 9    | Storbritannien | Olivia Allison & Jenna Randall              | 88,100 | 89,170 | 177,270 |
| 10   | Frankrike      | Sara Labrousse & Chloe Willhelm             | 87,700 | 88,560 | 176,260 |
| 11   | USA            | Mary Killman & Mariya Koroleva              | 87,900 | 87,770 | 175,670 |
| 12   | Sydkorea       | Park Hyun-Ha & Park Hyun-Sun                | 86,700 | 87,250 | 173,950 |